# Nathan Saretzki
Nathan Saretzki (* 11. März 1887 in Hohensalza/Provinz Posen; † 12. Oktober 1944 in Auschwitz/Oberschlesien) war ein deutscher Tenor, Religionslehrer, letzter Oberkantor und Rabbinatsverweser der liberalen jüdischen Hauptsynagoge in der Börnestraße von Frankfurt am Main sowie Kantor an der liberalen Westend-Synagoge dieser Stadt. Während der Pogrome am 9. November 1938 rettete er aus der brennenden Hauptsynagoge Bände mit Noten und sicherte damit die Überlieferung historisch wertvoller liturgischer Kompositionen für den modernen, liberalen, synagogalen Ritus. Diese Partituren bilden heute die Basis der Oberkantor-Nathan-Saretzki-Stiftung des Europäischen Zentrums für jüdische Musik in der niedersächsischen Landeshauptstadt Hannover. Von Margot Käßmann wurde die Rettung der liberalen jüdischen Liturgie durch Saretzki in ihrer Eigenschaft als Bischöfin der hannoverschen Landeskirche im März 2005 als Beispiel für „im Bösen gelebte Geschwisterlichkeit“ bezeichnet.

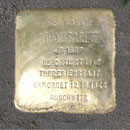
Stolperstein Lersnerstraße 34 Nathan Saretzki

## Lebensweg

### Kindheit und Jugend
Nathan Saretzki wurde als ältestes von neun Kindern des jüdischen Schochets und Kantors Elias Saretzki (? – 24. Februar 1915) und dessen Ehefrau Ernestine, geborene Helischowski (23. Dezember 1862 – 16. November 1927) geboren.

### Ausbildung
Es wird angenommen, dass er von seinem Vater zum Kantor ausgebildet wurde und im Anschluss daran ein Pädagogik-Studium in Berlin abgeschlossen hat. Belege für die Ausbildungsstätten existieren nicht mehr, doch entsprechen auf der Basis seines Geburtsortes beide Annahmen der damaligen Praxis vergleichbarer Biographien. In Frankfurt am Main nahm er Gesangsunterricht, um Opernsänger (Heldentenor) zu werden.

### Private und berufliche Entwicklung
In Westerburg im Westerwald trat er 1909 seine erste Stellung als jüdischer Religionslehrer und Kantor an. 1910 stellte er das musikalische Programm zur feierlichen Eröffnung der dortigen Synagoge am 8. Juli zusammen, sang unter Orchesterbegleitung, mit gemischtem Chor und solo. Während dieser Zeit lernte er dort seine spätere Frau Emmy kennen. Als 1914 der Erste Weltkrieg ausbrach, nahm Saretzki als Unteroffizier an den Kampfhandlungen teil und war Offiziersanwärter im Westpreußischen Infanterie-Regiment 140 aus Hohensalza. Im Verlauf der (ersten)  Schlacht an der Marne, die zwischen dem 5. und dem 12. September 1914 im Norden Frankreichs stattfand, erlitt Saretzki einen Kopfschuss, den er überlebte. Während des folgenden Jahres, das er zur Genesung in einem französischen Lazarett verbrachte, starb sein Vater. Nathan Saretzki war im Anschluss an seinen Lazarett-Aufenthalt bis zum Kriegsende in französischer Kriegsgefangenschaft. In seiner Heimat galt er während dieser Zeit als „gefallen“.
Nach dem Krieg gab er seine ursprüngliche Absicht auf, als Opernsänger eine Bühnenlaufbahn zu beginnen, eine Entscheidung, zu der seine schwere Kopfverletzung und deren Auswirkungen beigetragen haben werden. Um seine Gesangsausbildung und Tenor-Stimmlage dennoch – aber mit geringerer Belastung – zu nutzen, trat er eine Stelle als Kantor in der oberschlesischen Grenzstadt Gleiwitz an.
Am 23. Dezember 1920 heiratete er Emmy Ullmann aus Westerburg, Kirchstraße 7, geboren am 1. Mai 1890, Tochter eines Kaufmanns. Am 10. Mai 1922 wurde in Limburg an der Lahn ihr einziges Kind, Edgar, geboren.
1922 wechselte er von Gleiwitz nach Frankfurt am Main, wo er als Oberkantor und stellvertretender Vorsitzender an der Hauptsynagoge in der Börnestraße tätig wurde. Daneben wirkte er auch in der Frankfurter Westend-Synagoge regelmäßig als Oberkantor.
Saretzkis Interesse und Engagement für die moderne jüdische Liturgie wurde in der Frankfurter Hauptsynagoge durch die nur dort vorhandene Orgel gestützt. Diese war seit der Einweihung 1860 explizit für die liberale Liturgie vorgesehen. Er habe dort seine professionelle Heimat gehabt, so sein Sohn Edgar Sarton-Saretzki. Die dem christlichen Ritus ähnliche Rollenverteilung zwischen Chor (in Frankfurt am Main ein gemischter Chor), Kantor und Gemeinde wurde für die moderne jüdische Liturgie charakteristisch. Saretzki wirkte dabei mit dem Chorleiter Artur Holde zusammen, um eine recht breit gefächerte Kombination aus säkularer und synagogaler Musik zusammenzustellen. Das bei beiden ausgeprägte Interesse an zeitgenössischen Strömungen geistlicher jüdischer Musik stieß in ihrer Gemeinde nicht immer auf Gegenliebe. Einige „fast atonale“ Werke, die der Gemeinde als zu modern galten, wurden strikt abgelehnt.
Saretzki trat auch außerhalb von Gottesdiensten als Tenor auf, so bei Gedenkfeiern oder Vorträgen. Mit Chorleiter Artur Holde kooperierte er beispielsweise auch bei einem öffentlichen Chorkonzert während des Frankfurter „Sommers der Musik“ im Jahr 1927 im Rahmen der internationalen Ausstellung „Musik im Leben der Völker“, die durch Reichsaußenminister Gustav Stresemann (DVP) eröffnet wurde. Dies setzte sich auch nach dem 30. Januar 1933 fort, so trat Saretzki bei geistlichen Konzerten der Jüdischen Tonkünstler Frankfurts oder der Gesellschaft für Jüdische Volksbildung als Tenor auf. Beide Organisationen gingen 1935 im Reichsverband der Jüdischen Kulturbünde auf. Bei Nathan Saretzki wurden regelmäßige private Hauskonzerte veranstaltet, an denen auch die damals bekannte Altistin Magda Spiegel (1887–1944) aktiv und engagiert teilnahm.
Von 1930 bis 1932 war Saretzki als Lehrer für jüdische Religion am Lessing-Gymnasium eingesetzt, bis 1935 an der Schillerschule und an der Elisabethenschule. Von 1937 an lehrte er am jüdischen Gymnasium Philanthropin und an der Hassanschule Deutsch, gründete mehrere teils säkular ausgerichtete Chöre. Im gleichen Jahr im Mai musste die Familie umziehen und zog in die dritte Etage eines so genannten Judenhauses in der Lersnerstraße 34. Vorher wohnten sie ab 1922 in der Königswarter Straße, ab 1924 in der Gagernstraße 36, ab 1928 in der Hansaallee 16, ab 1932 in der Holzhausenstraße 16 und ab 1934 bis zum 29. Mai 1937 in der Klüberstraße 13.
Saretzkis Notensammlung in der Hauptsynagoge bildete einen Schatz einzigartigen Repertoires für die Gestaltung des liberalen jüdischen Ritus, die er vielfach mit ausführlichen handschriftlichen Notizen über seine Auslegung der Ordnung im Gottesdienst versehen hatte. Während der Pogrome am 9. November 1938 wurde die Hauptsynagoge von den Nationalsozialisten in Brand gesteckt. Trotz der Lebensgefahr rettete Saretzki so viel aus der brennenden Hauptsynagoge, wie er tragen konnte. Seine dreizehn Bände mit Noten und Notizen brachte er im Philanthropin unter und konnte auf diese Weise musikalische Werke retten, die sonst unwiederbringlich verloren gewesen wären. Darunter waren Werke von Jacob Bachmann, Moritz Deutsch, Aron Friedmann, Arnold Grünzweig, Louis Lewandowski, Salomon Sulzer sowie eines der vermutlich letzten für den liberalen jüdischen Ritus in Deutschland erschienenen Werke „Eine Freitagabend-Liturgie für Kantor, Chor und Orgel“ von Heinrich Schalit, veröffentlicht im Januar 1933. Auch nicht-europäische Werke finden sich in der Sammlung, so ein Band des zehnbändigen „Hebräisch-orientalischen Melodienschatzes“ des Musikwissenschaftlers und Ethnologen Abraham Zvi Idelsohn.
Am 13. November 1938 wurde Nathan Saretzki verhaftet und in die Polizeiwache in Frankfurts Oberweg (zwischen Eckenheimer Landstraße und Oeder Weg) gebracht. Nach einigen Stunden wurde er dort wieder freigelassen, sein Sohn vermutete, unter den dortigen Beamten sei möglicherweise ein Kamerad aus dem Ersten Weltkrieg gewesen.
Saretzkis Sohn Edgar gelang 1939 – im Alter von 16 Jahren – gegen den erklärten Willen seiner deutsch-national eingestellten Eltern die Auswanderung nach Großbritannien, wo er 1940 interniert und anschließend in ein Lager nach Kanada gebracht wurde. Aus heutiger Sicht war dies eine weitsichtige Entscheidung. Seine Eltern hatten nicht glauben wollen, dass sich die Verfolgung der Juden im Deutschen Reich in eine Richtung entwickelte, die die Nazis später als Endlösung bezeichneten. Sie sahen in der Ausgrenzung und Vertreibung ein vorübergehendes Phänomen.
Nach der Zerstörung der Synagogen hielt die liberale jüdische Gemeinde die von Saretzki als Rabbinatsverweser und Rabbiner Leopold Neuhaus geleiteten Gottesdienste in der als „Notsynagoge“ ausgewiesenen Aula des Philanthropins ab. Daran wird seit dem 27. Januar 2000 durch eine Gedenktafel erinnert. In der Aula stattfindende Konzerte mussten auf Anweisung der Nazis als „religiös-musikalische Weihestunden“ angekündigt werden. Eine der letzten dieser konzertanten Aufführungen fand am 8. Juni 1941 statt, es wurden Werke von Eduard Birnbaum, Herbert Fromm, Samuel Naumbourg und Siegfried Würzburger, dem Organisten der Westend-Synagoge Frankfurts, aufgeführt. Wegen der überwältigenden Nachfrage wurde das Konzert im Monat darauf noch einmal wiederholt.

### Deportation und Ermordung
Kurz darauf begannen die Deportationen. Ganz knapp zuvor war es Saretzki noch möglich, die aus der brennenden Hauptsynagoge gerettete Noten- und Notizensammlung zu treuen Händen an eine befreundete katholische Familie zu übergeben. Er äußerte dabei die eindringliche Bitte, die als wichtige Dokumente charakterisierten Unterlagen sehr sorgfältig für ihn aufzubewahren.
Saretzki wurde mit seiner Ehefrau Emmy und seiner Schwiegermutter Rosa, geborene Schaumburger (* 14. Juli 1859), in das Ghetto Theresienstadt verbracht. Die Schwiegermutter Saretzkis starb dort am 16. September 1943, während das Ehepaar am 9. Oktober 1944 in das Konzentrationslager Auschwitz gebracht und dort drei Tage später ermordet wurde.

## Mitgliedschaften
Nathan Saretzki war Mitglied im Jüdischen Kulturbund Rhein-Main zu Frankfurt a. M.

## Liturgische Noten- und Notizensammlung
In der Zeitungsberichterstattung über die Aussteller und Autoren der Frankfurter Buchmesse 1990 fiel der Familienname Saretzki eines Kanadiers auf. Der Verwahrer der liturgischen Noten- und Notizensammlung Nathan Saretzkis fuhr mit den Dokumenten zum Messegelände und übergab sie an dessen Sohn, nachdem sich das enge verwandtschaftliche Verhältnis herausgestellt hatte. Edgar Sarton-Saretzki reichte sie im Jahr 2000 an das Europäische Zentrum für Jüdische Musik in Hannover weiter, wo sie als Oberkantor-Nathan-Saretzki-Stiftung zu Forschungszwecken bewahrt wird. Die Sammlung gilt als historisch und wissenschaftlich bedeutsam, weil eine Vielzahl von Werken der liberalen jüdischen Liturgie durch die Vertreibung und die mutwillige Zerstörung durch die Nationalsozialisten unwiederbringlich verloren gegangen ist.
Die liberale jüdische Liturgie hat insbesondere im Exil ihre Fortsetzung gefunden, so in den Vereinigten Staaten von Amerika. In Deutschland wurde sie zunächst von der Berliner Synagoge in der Pestalozzistraße praktiziert. Für die Überlebenden des Holocaust in Deutschland bzw. die dorthin zurückgekehrten Juden war der liberale Ritus jedoch keine Option mehr. Sie wurde als gescheiterter Versuch einer deutsch-jüdischen Symbiose angesehen bzw. von Anhängern der Orthodoxie ohnehin nie akzeptiert.

## Konzert-Rekonstruktion
Am 13. Juni 2004 wurde im heutigen Gebäude des Philanthropin zu Frankfurt am Main mit einem Gedenkkonzert an die letzte „Musikalische Weihestunde“ der liberalen Juden der Stadt vom 8. Juni 1941 gedacht. Dabei kamen die von Nathan Saretzki zusammengestellten Werke durch Prof. Andor Izsák genau so zur Aufführung wie damals.

## Gedenksteine
- Auf dem Neuen Jüdischen Friedhof in Frankfurt am Main wurde für Emmy und Nathan Saretzki ein Gedenkstein gesetzt. Die Stele ist in Deutsch und Hebräisch beschriftet.[26]

- Vor dem von den Nazis so ausgewiesenen Judenhaus in der Frankfurter Lersnerstraße 34 wurden im September 2005 Stolpersteine für Nathan Saretzki, Emmy Saretzki und deren Mutter Rosa Ullmann verlegt.[27]

„Diese Steine wiegen mehr als alle pathetischen Gedenkstätten. Hier spürt man an Ort und Stelle, was die Normalität der heutigen Zeit sonst verbirgt.“